# Centaurea aphrodisea
Centaurea aphrodisea — вид рослин з роду волошка (Centaurea), з родини айстрових (Asteraceae).

## Опис рослини
Це багаторічна запушена рослина, 25–40 см заввишки, розгалужена у верхній частині, з 5–15 квітковими головами. Нижні листки 1–2-перисточасткові, серединні — перисторозільні, сегменти 0.5–3 мм ушир, верхні листки прості, лінійні. Кластер філарій (приквіток) 10–14 × 5–10 мм, від яйцеподібної до чашоподібної форми; придатки великі, приховують базальні частини філарій, напівпрозорі з міцною солом'яно-жовтою або світло-коричневою центральною частиною. Квітки рожево-пурпурні. Сім'янки 3–4 мм; папуси 3.5–4.5 мм. Період цвітіння: червень — серпень.

## Середовище проживання
Ендемік західної Туреччини. Населяє пагорби, степ, Astragalus рослинність.